# Lithiummangan(III,IV)-oxid
Lithiummangan(III,IV)-oxid (LMO) ist eine anorganische chemische Verbindung aus der Gruppe der Oxide mit der Summenformel LiMn2O4. Neben dieser sind mit Li1+xMn2-xO4, Li2Mn2O4, Li2MnO3, Li2Mn4O9 and Li4Mn5O12 im Li–Mn–O-Phasendiagramm noch weitere Lithiummanganoxide bekannt.

## Gewinnung und Darstellung
Lithiummangan(III,IV)-oxid kann durch Reaktion von Lithium, Lithiumhydroxid oder Lithiumcarbonat mit Mangan(IV)-oxid gewonnen werden.
{\displaystyle {\ce {Li + 2MnO2 -> LiMn2O4}}}

## Eigenschaften
Lithiummangan(III,IV)-oxid ist ein schwarzer Feststoff, der praktisch unlöslich in Wasser ist. Er besitzt eine kubische Kristallstruktur vom Spinelltyp mit der Raumgruppe Fd3m (Raumgruppen-Nr. 227) (a = 8,2476 Å), die aus einer kubisch-dichtesten Kugelpackung von Oxidionen mit Lithiumionen in einem Achtel der Tetraederlücken und Manganionen in der Hälfte der Oktaederlücken besteht.

## Verwendung
Lithiummangan(III,IV)-oxid wird als Elektrodenmaterial für Lithium-Ionen-Akkumulatoren verwendet. Allerdings spricht die niedrige Zyklenstabilität der Verbindung eher für Lithiumcobaltoxid Li1-xCoO2 als Material. Durch Dotierung mit zweiwertigen Übergangsmetallkationen kann die Verbindung für diesen Einsatz stabilisiert werden.